# Мех (бронетехника)
Мех (ме́ха; англ. mech(a)) — вид фантастических и возможных перспективных машин (наиболее часто боевых), передвигающихся при помощи ног (обычно двух или четырёх) и пилотируемых человеком, находящимся внутри.
Мехи часто фигурируют в научной фантастике (в том числе аниме, видеоиграх и фильмах). Подавляющее большинство мехов — боевые машины, но существуют и мехи, используемые в гражданских целях, например для выполнения тяжёлых строительных работ, как в игре BattleTech.

## Особенности
В одних научно-фантастических мирах мехи рассматриваются как основные боевые машины, в других — как род войск, использующийся наряду с танками, авиацией и пехотой. Появление такого рода машин обусловлено необходимостью объединения защищённости и огневой мощи танков и способности преодолевать сильно пересеченную местность.
Мехи могут нести самые разнообразные виды вооружений: артиллерийские (в том числе рельсотроны) и лучевые орудия, пулемёты, ракеты, гранатомёты, плазмоганы и т. д. Иногда оснащаются оружием ближнего боя.
Часто мехи путают с экзоскелетами. Принципиальное отличие состоит в том, что экзоскелет носится человеком, а мех — пилотируется из кабины, расположенной обычно в торсе или голове машины, или дистанционно.

## Происхождение названия
Среди поклонников пилотируемых шагоходов распространены две версии происхождения названия этих машин:
- Согласно первой, распространённой в Европе и Америке, слово «мех» (англ. mech) является сокращением от словосочетания «Механизированная броня» (англ. Mechanized Armor).[1]
- Вторая, преобладающая среди поклонников японской анимации, утверждает, что термин «меха» (англ. mecha) образован от японского сокращения メカ (читается [мэка]), которое на русский язык можно перевести как «механический». В японском языке, однако, мэка охватывает все механические объекты, будь то робот или велосипед. Сами японцы используют термин «роботы» (ロボット, читается [роботто]) для выделения механизмов, имеющих конечности, из всех механических устройств.[2]

## История

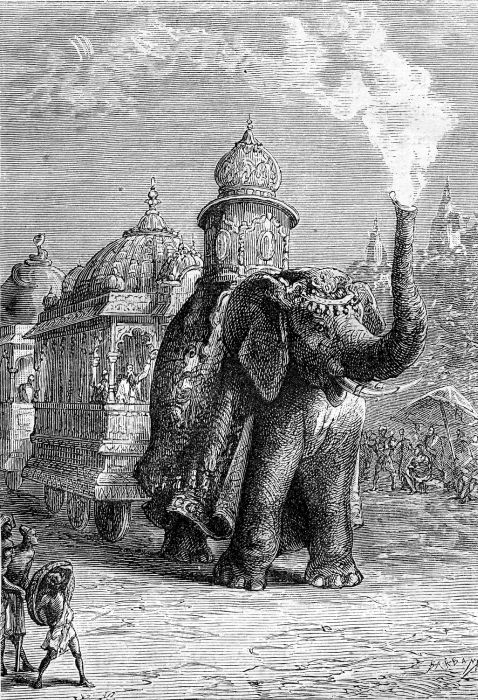
Иллюстрация 1880 г. к роману «Паровой дом»

Впервые пилотируемые ходящие машины появились в романе «Паровой дом» Жюля Верна, написанном в 1880 году и представляли собой механических слонов, использовавших для передвижения энергию пара. Боевое крещение мехи получили в романе Герберта Уэллса «Война миров», где пилотировались марсианами.
Мехи были популяризованы в аниме и манге. В 1943 году Рюити Ёкояма в журнале «Манга» опубликовал фантастический комикс «Воин науки приходит в Нью-Йорк». В 1956 году был представлен антропоморфный гигантский робот — Тэцудзин 28 Го (буквально «Железный человек № 28»). Однако им управляли удалённо. Впервые в аниме робот, пилотируемый из кабины, появился в 1972 году в серии Mazinger Z мангаки Нагайи Го.

## Мехи в фантастике

### В литературе
В научно-фантастической литературе мехи встречаются довольно редко. Наиболее известны книги по вселенным Warhammer 40,000 и Battletech.
В «Звёздном десанте» («Starship troopers») Роберта Энсона Хайнлайна, в отличие от экранизации, звёздная пехота действовала в скафандрах, усиливающих возможности пехотинца и снабжённых всевозможным оружием вплоть до ядерного. Управление сложно устроено, обучение продолжительное. Упоминается три типа таких скафандров.
В романе Станислава Лема «Фиаско» машины, подобные мехам, в русском переводе называются «большеходы».
В романе Михаила Тырина «Жёлтая Линия» мехи называют антротанками.
В цикле книг «Боевые роботы» Сергея Зайцева мехи известны как ИБР (индивидуальный боевой робот) и представляют собой один из основных родов войск наряду с пехотой, танками и авиацией.

### В фильмах

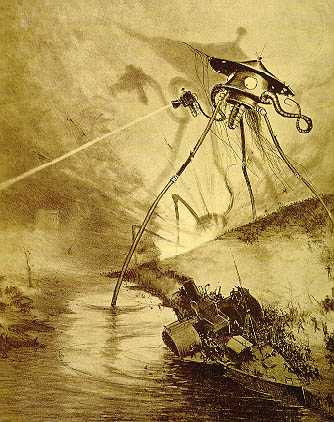
Иллюстрация из французского издания Войны миров 1906 года, изображающая боевой треножник марсиан

Имперские войска используют шагоходы AT-AT и AT-ST в серии фильмов Звёздные войны.
В фильме Матрица: Революция защитники Зиона пилотируют машины под названием APU (англ. Armored Personal Unit), защищая город от Машин.
Треножники из фильма Война миров, имеющие продвинутое вооружение, возможно являются прародителями современных мехов.
В Звёздном десанте 3: Мародёр мехи со скорострельными пулемётами и огнемётами появляются в конце фильма, находясь под командованием главного героя Джонни Рико (англ. Johnny Rico)
В фильме Аватар мехи называются AMP (англ. Amplified Mobility Platform), или экзокостюмы, и являются машинами универсального назначения, используемыми как для строительно-погрузочных работ, так и в качестве основных наземных боевых единиц. Вооружение у них не встроенное, а носится с помощью похожих на руки манипуляторов.
Тяжеловооруженная бронированная машина, напоминающая меха, используемого расой Тау (англ. Tau) в настольной игре Warhammer 40,000, появилась в фильме Район № 9 (англ. District 9) и называлась там Экзо-костюмом (англ. Exo-suit). Она имеет функциональную внешность, подобную мехам из игры Armored Core 4, но меньше по размеру и лучше вооружена.
Самым ярким примером мехов в кино являются массивные пилотируемые человекообразные роботы-гладиаторы из кинофильмов «Robot Jox» (1991), «Robot Wars» (1993) и, в меньшей степени, шагающие боевые роботы AT-AT из «Звёздных Войн».
Мехи фигурировали также в японском фильме «Gunhed» (яп. ガンヘッド). Ещё один пример — чудовищные роботы-истребители Мехагодзилла из фильма «Годзилла против Мехагодзиллы» (1974) и Могера из фильмов «Мистериане» (1957) и «Годзилла против Космического Годзиллы» (1994). В фантастическом телесериале «Power Rangers», сделанном на основе японского сериала «Super Sentai Show», фигурируют огромные боевые машины — зорды, сделанные в виде животных и наделённые мистической силой. Их можно считать своеобразной разновидностью мехов.
В июле 2013 года в прокат вышел фильм Гильермо дель Торо «Тихоокеанский рубеж», в котором мехи используются для борьбы с гигантскими монстрами-кайдзю. В 2018 году вышло продолжение фильма..

### Ванимеиманге
В Японии «робот аниме», известный как «mecha anime» за пределами Японии, является жанром, центральными фигурами в котором являются мехи и их пилоты. Средний размер машины здесь составляет несколько метров. Однако, встречаются мехи высотой 500 метров, как в Bokurano. Размер мехов в каждом случае зависит от сюжета. Некоторые из них не сильно превосходят по размеру танки (Armored Trooper Votoms, Megazone 23, Code Geass), некоторые достаточно большие (Gundam, Escaflowne, Saber Rider), другие по высоте схожи с небоскребами (Space Runaway Ideon, Genesis of Aquarion, Neon Genesis Evangelion). Есть также мехи, являющиеся достаточно большими для того, чтобы вмещать в себя население целого города (Macross), имеющие размер, сопоставимый с планетой [Diebuster), галактикой (Getter Robo, Tengen Toppa Gurren Lagann) или даже вселенной (Tengen Toppa Gurren Lagann: Lagann-hen, Demonbane).
Жанр берет своё начало с манги 1958 года «Тэцудзин 28 Го» Мицутэру Ёкоямы, который был анимирован в 1963 году и был представлен за границей как Gigantor. Вскоре диктатором направления развития жанра стал мангака Нагаи Го, сделавший его более фантастическим. Mazinger Z, его самое известное создание, был не только первым успешным сериалом о супер роботах, но и пионером жанра в том, что управлялся из кабины, а не удаленно, и его оружие активировалось голосом пилота.
Я хотел создать что-то иное, и я думал, что будет интересно иметь робот, которым вы могли бы управлять как автомобилем.
Это привело его к созданию Mazinger Z, в котором были гигантские роботы, «пилотируемые как маленький летающий автомобиль, с командным центром, расположенным в голове»
Некоторые мехи имеют возможность трансформации (Macross, Zeta Gundam) или соединения друг с другом для создания комбинированной машины (Beast King GoLion и Tengen Toppa Gurren Lagann).
Не все мехи полностью механические, в некоторых есть органические компоненты, с которыми могут взаимодействовать пилоты, которые, в свою очередь, сами порой являются андроидами (Neon Genesis Evangelion, Eureka Seven, и Zoids).

### В играх
Мехи довольно часто появляются в компьютерных и консольных играх. Из-за их размера и фантастических способностей они являются популярными героями игр, как настольных так и электронных.

#### В настольных играх
Американская настольная игра Battletech, использующая поле, поделенное на гексагоны, миниатюрные фигурки и карточки, позволяет игрокам использовать мехов в тактических ситуациях, записывать нанесенный урон и по желанию использовать RPG элементы.
В игре Warhammer 40,000 раса Тау использует бронекостюмы (англ. Battlesuits) XV8, по сути являющиеся мехами. На вооружении расы Империум состоят Дредноуты (англ. Dreadnought) у космодесантников, Часовые (англ. Sentinel) у Имперской Гвардии и титаны у Адептус Механикус, которые ближе всего к классическому образу меха. Орки также используют огромных неприглядных мехов, называемых Гаргантами (англ. Gargant). Раса Эльдар оснащена Призрачными Лордами (англ. Wraithlord), более проворными и компактными, чем их имперские коллеги. Любопытно, что Призрачными Лордами управляют духи мертвых Эльдаров, заключенные в камни душ (англ. soulstone).

#### В видеоиграх
Классический пример подобных игр — серия MechWarrior, действие которой происходит во вселенной Battletech.
В 1990-е была также популярна серия игр-симуляторов мехов Earthsiege (две части) и Starsiege вот вселенной Metaltech от Dynamix. Отличалась проработанной моделью повреждений.
Другая игра, Heavy Gear 2, позволяет управлять мехами как на поверхности планет, так и в глубоком космосе.
В 2003 году в игре Боевая машина «Акилла» представлен мех с четырьмя опорными конечностями, силовым щитом и возможностью полета при трансформации в полетный режим. В игре встречаются различные виды мех’ов (в том числе по размеру многократно превосходящие «Акиллу»)

Metal Gear GEKKO из игры Metal Gear Solid 4: Guns of the Patriots

Мехи Metal Gear периодически появляются в одноимённой серии игр. Из их моделей можно выделить Metal Gear D в игре Metal Gear 2: Solid Snake, Metal Gear REX в Metal Gear Solid и Metal Gear RAY в Metal Gear Solid 2: Sons of Liberty. Наиболее распространенной особенностью мехов Metal Gear является возможность запуска ракет с ядерными боеголовками, хотя эта способность отсутствует у двух последних моделей в серии: Metal Gear RAY и GEKKO. В отличие от маленьких беспилотных GEKKO мехи не являются многочисленными и широко используемыми, поскольку являются опытными образцами. 
Force of Arms — MMORPG, базируемая на мехах. Среди главных особенностей можно выделить высокий уровень симулятивности, постройка собственных моделей мехов.
Armored Core — один из наиболее популярных японских франчайзов, в котором можно отметить возможность кастомизации мехов.
Front Mission — серия тактических игр, разработанная компанией Squaresoft. Она представляет дизайн японских мехов с более реалистичной физикой, нежели в остальных играх.
Другой пример — игра Battlefield 2142, в которой мехи сражаются бок о бок с другими воинскими частями, такими как: пехота, танки, вертолёты, механизированная пехота в вооруженных силах Европейского союза и Пан-Азиатской коалиции.
Подобный концепт, хотя и менее развитый существует в игре Quake 4, где игрок может управлять мехами наряду с другими транспортными средствами, однако большую часть времени он проводит вне машин.
Dark Horizons: Lore Invasion использует геймплей, похожий на Unreal Tournament 2004, но с добавлением возможности пилотирования мехов.
В RTS Red Alert 3 с стороны Империи Восходящего Солнца много машин, именуемых мехами. Они имеют способность к трансформации из наземных или водных единиц в истребители, что предоставляет им большую мобильность и гибкость в сражении.
В игре Shogo: Mobile Armor Division, созданной компанией Monolith Productions сосуществуют Mech-геймплей и шутер от первого лица. Во время выполнения одних миссий игрок перемещается пешком, как в привычных 3D-шутерах, в других он может выбрать для пилотирования один из множества мехов, называемых в игре MCA.
В RTS StarCraft терраны используют двуногий мех Голиаф (англ. Goliath), а Protoss — четвероногий мех Драгун (англ. Dragoon). В StarCraft II подобными машинами являются Викинг (англ. Viking) и Тор (англ. Thor). Также в обеих кампаниях появляется значительно усиленный прототип «Тора» — «Один».
Chromehounds, разработанная компанией From Software имеет более реалистичную физику и дает мехам более правдоподобные оружейные системы, чем большинство игр подобного жанра.
В серии RTS Empire Earth последние эпохи развития позволяют игрокам строить мехов.
Игра Titanfall завязана на боях в мехах 
В игре Supreme Commander игрок получает контроль над мехом под названием ACU (англ. Armoured Command Unit). Также в игре существует множество других мехов различного 
размера и огневой мощи.
В игре Xenogears фигурируют мехи.
В Warcraft III мехи представлены машинами, названными гоблинскими резаками.
В многопользовательском шутере от первого лица Hawken весь геймплей построен на управлении мехом.
В игре NOVA 3 мехи присутствуют как медлительные машины с хорошим вооружением, но беспомощными против пехоты
Так же мехи присутствуют в стратегии Carbon Games «AirMech». В этой игре надо с помощью меха-трансформера защищать свою крепость от таких же мехов. Существует много вариантов игры, в том числе, CTF (захват флага, Capture The Flagангл.)
В игре Warface есть так называемый ПБМ «Гром», который является мехом.
В MMO PlanetSide после ввода дополнения Core Combat каждая из сторон конфликта имеет по два меха, называемых Колоссами — на одного и двух пилотов.
В Walking War Robots можно управлять мехом, участвуя в битве 6 на 6 с другими игроками.
В бесплатной многопользовательской игре War Thunder в акции «Шагай к победе!» на 1 апреля 2015 года был добавлен шагоход ШТ-1 с башней от танка КВ-2 и экипажем в размере 4 человек. ШТ-1 неплохо показал непрактичность подобных машин в реальном бою поскольку большинство жизненно важных компонентов(например: боеукладка) машины находятся очень близко друг к другу.
В игре Civilization V (5) Мех представлен в виде самого продвинутого наземного юнита, ОБЧР (огромный боевой человекоподобный робот).
Мехи встречаются в игре Intrusion 2. Обычно ими управляют враги, но в некоторых местах их можно найти пустыми и взять под свой контроль.
В игре Overwatch герой D.Va управляет розовой мехой.

## Реально существующие мехи и шагоходы
Существуют несколько прототипов мехов. Почти все они являются узкоспециализированными или находящимися в стадии концепта.
- T-52 Enryu — машина с гидравлическим приводом, высотой 3,5 метра, разработанная Tmsuk. Аппарат имеет две руки, копирующий движение контроллера. В будущем подобные машины планируют использовать для спасательных операций.

Компания Timberjack совместно с John Deere построили шестиногую машину, являющуюся по сути шагающим лесозаготовительным комбайном.
Хотя проходимость шагающих машин выше, чем у колесных или гусеничных транспортных средств, сложность конструкции ограничивает их использование лишь в качестве экспериментальных разработок. Среди таковых можно выделить шагающий грузовик компании General Electric и университетскую разработку — ALDURO.
Одноногие мехи (хопперы) строились с некоторым успехом, однако на сегодняшний день наиболее распространены роботы-игрушки, внешне напоминающие мехи, например двуногие QRIO и ASIMO, а также четырёхногий AIBO. Некоторые шагоходы, как BigDog, разработаны для нужд армии. Самая большая когда-либо сделанная машина на шаговом ходу — шагающий экскаватор Биг Маски. Самый большой отечественный шагающий экскаватор, когда-либо созданный в СССР — ЭШ-100/100 — эксплуатировался 15 лет, после чего был законсервирован, а после распада Советского Союза — сдан на металлолом.